# ハッピーの条件。
「ハッピーの条件。」（ハッピーのじょうけん）は、PINK SAPPHIREの4枚目のシングル。

## 内容
リクルート『とらばーゆ』'91春のキャンペーンソング。オリコンチャート10位以内を獲得した最後のシングルとなった。

## 収録曲
1. ハッピーの条件。
作詞：田口俊　作曲：高野幹也　編曲：土方隆行
2. 微笑をかかえて
作詞：菊野晴泉　作曲：金田一郎　編曲：土方隆行